# Bernadette Chirac
Bernadette Chirac, z domu Chodron de Courcel (ur. 18 maja 1933 w Paryżu) – francuska pierwsza dama w latach 1995–2007.
W 1956 poślubiła Jacques’a Chiraca, który w latach 1974–1976 i 1986–1988 był premierem, a od 1995 do 2007 prezydentem Francji.

## Odznaczenia
- Krzyż Wielkiego Oficera Orderu Gwiazdy Rumunii (Rumunia, 1999)[2]